# Henry Fonda
Henry Fonda (Grand Island, Nebraska, 16 de maig de 1905 - Los Angeles, 12 d'agost de 1982) fou un actor de cinema i teatre estatunidenc.

## Biografia
El cineasta John Ford, quan en una entrevista se li va preguntar què era el cinema per a ell, va contestar: «Heu vist caminar Henry Fonda? Doncs això és el cinema». Aquesta frase valdria per resumir la carrera de Fonda, un d'aquests mites del cinema que es van anar forjant a base de talent pur i treball. Henry Jaynes Fonda va néixer el 16 de maig de 1905 a Grand Island (Nebraska), al si d'una família d'origen italià, fill de William Brace Fonda i de Herberta Krueger Jaynes. Després d'acabar la seva educació secundària va treballar com a "noi per a tot" en una oficina i, en aquell període, va començar a coquetejar amb la interpretació. En una entrevista publicada en el número 175 de la revista Film Ideal de 1965, l'actor va assegurar:
| « | No puc explicar com vaig arribar a ser actor, la meva ambició mai no va ser actor de cinema. Ni tan sols no volia ser actor, mai no vaig pensar a ser-ho, però on se'm va acudir la idea va ser al teatre. Em vaig veure empès a l'escenari en un petit teatre de Nebraska (...). Jo no volia fer res d'allò, però una amiga de la meva família, Dorothy Brando (que després tindria un fill anomenat Marlon), dirigia activament el petit teatre i, literalment, em va llançar a l'escenari. | » |

Quan "Hank" - com el coneixien els seus amics - va comprendre que la interpretació podia ser una professió, va decidir traslladar-se a Nova York. Després de participar en nombroses obres de Broadway la seva gran oportunitat li va arribar el 1934, en protagonitzar l'obra The Farmer Takes a Wife . L'èxit va ser tal que la Fox va decidir adaptar-la a la pantalla (The Farmer takes a Wife de Victor Fleming, 1935) i fer a Fonda un contracte de llarga durada.
| « | De cop em vaig trobar que m'oferien tant diners per fer una pel·lícula que, encara que no hi tenia cap interès, vaig pensar que seria estúpid no acceptar. Així em vaig trobar convertit en actor de cinema. | » |

L'enamorament sobtat entre la càmera i el rostre de Fonda - de ciutadà honrat al que l'únic que sembla importar-li és no perdre la dignitat - va ser immediat. Aquest aspecte de la seva mirada el va definir millor que ningú Peter Bogdanovich: Quan Henry Fonda diu alguna cosa, t'ho creus... Aquesta és una qualitat de les veritables estrelles i ningú no la té excepte Fonda".
De 1935 a 1981, Fonda va desenvolupar una de les carreres més prolífiques (113 pel·lícules protagonitzades) i reeixides de la història del cinema. Els directors se'l rifaven perquè treballés a les seves ordres i ell ho feia amb la naturalitat més gran, com si actuar fos un sisè sentit. Se'l va començar a conèixer amb el sobrenom de "One-Take Fonda" (Una Presa Fonda), ja que aconseguia a l'instant brodar el seu paper, sense necessitar repetir desenes de vegades les preses. En els seus primers anys va demostrar la seva vàlua en títols com The Trail of the Lonesome Pine de Henry Hathaway (1936), Només es viu una vegada de Fritz Lang (1937), Jezabel de William Wyler (1938), Jesse James de Henry King (1939), Young Mr. Lincoln (1939) i Drums Along the Mohawk (1939), aquestes últimes dirigides per John Ford.
La dècada de 1940 va ser la consagració absoluta, gràcies entre d'altres a El raïm de la ira (1940), de nou a les ordres de John Ford, i per la que va rebre la seva primera nominació a l'Oscar. La vida d'ambdós en aquella època va ser en paral·lel, col·laborant a més en My Darling Clementine (1946), El fugitiu (1947) i Fort Apache (1948). La segona nominació a l'Òscar la va aconseguir per Dotze homes sense pietat de Sidney Lumet (1957).
També va treballar al costat de molts altres cineastes de renom, com King Vidor a Guerra i pau (1956), Alfred Hitchcock a Fals culpable (1957), Edward Dmytryk en Warlock (1959), Otto Preminger a Tempesta sobre Washington (1962), Sergio Leone a Fins que li va arribar l'hora (1968), i Joseph L. Mankiewicz en El dia dels tramposos (1970).

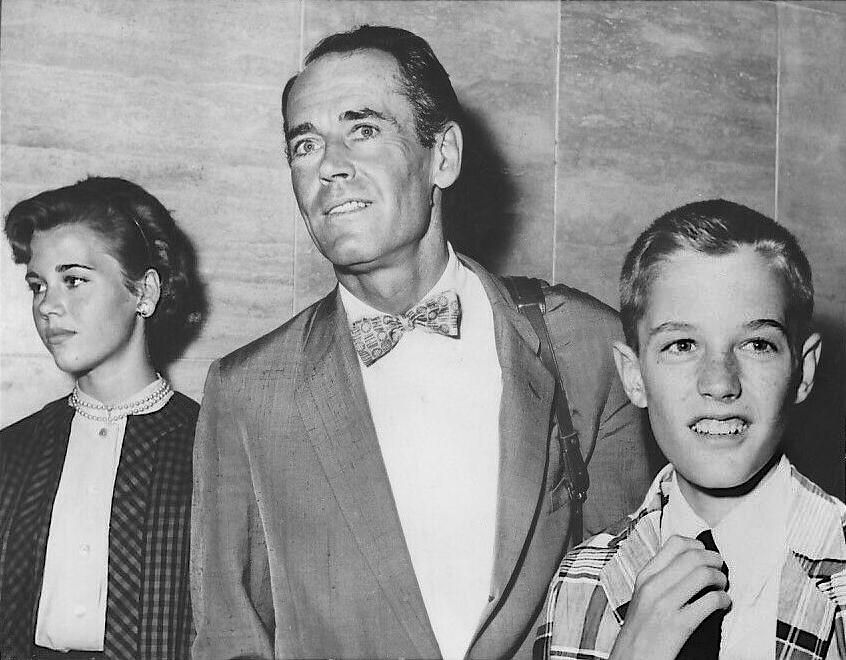
Jane Fonda, Henry Fonda i Peter Fonda en la dècada de 1950

El 1981 se li va concedir l'Oscar d'honor per tota la seva carrera i, un any després, va rebre l'estatueta al millor actor per On Golden Pond de Mark Rydell (1981), en la que va actuar al costat de Katharine Hepburn i la seva filla Jane Fonda. Al cap de poc temps, el 12 d'agost de 1982, moria a Los Angeles a conseqüència d'un càncer i d'una malaltia de cor, al seu domicili de Los Angeles, acompanyat per la seva dona Shirlee i la seva filla Jane, que també havia participat en el seu darrer film. També el seu fill Peter és actor. Henry Fonda va estar casat cinc vegades: amb Margaret Brooke Sullavan (1931-1932), Frances Ford Seymour (1936-1950), Susan Blanchard (1950-1956), Afdera Franchetti (1957-1961) i Shirlee Mae Adams (1965-1982).

## Filmografia
| Any  | Film                                                    | Rol                                  | Altres protagonistes                                    | Notes |
| ---- | ------------------------------------------------------- | ------------------------------------ | ------------------------------------------------------- | --- |
| 1935 | The Farmer Takes a Wife                                 | Dan Harrow                           | Janet Gaynor                                            | blanc i negre |
| 1935 | Way Down East                                           | David Bartlett                       |                                                         | |
| 1935 | I Dream Too Much                                        | Jonathan Street                      | Lily Pons Eric Blore                                    | |
| 1936 | Spendthrift                                             | Townsend Middleton                   |                                                         | |
| 1936 | The Trail of the Lonesome Pine                          | Dave Tolliver                        |                                                         | |
| 1936 | The Moon's Our Home                                     | Townsend Middleton                   |                                                         | |
| 1937 | Només es viu una vegada (You Only Live Once)            | Kerry Gilfallen                      |                                                         | |
| 1937 | Wings of the Morning                                    | Eddie Taylor                         |                                                         | |
| 1937 | Slim                                                    | Slim Kincaid                         |                                                         | |
| 1937 | That Certain Woman                                      | Jack V. Merrick, Jr.                 | Bette Davis Anita Louise                                | |
| 1938 | I Met My Love Again                                     | Ives Towner                          |                                                         | |
| 1938 | Jezebel                                                 | Preston Dillard                      | Bette Davis George Brent                                | |
| 1938 | Bloqueig (Blockade)                                     | Marco                                |                                                         | |
| 1938 | Spawn of the North                                      | Jim Kimmerlee                        |                                                         | |
| 1938 | The Mad Miss Manton                                     | Peter Ames                           |                                                         | |
| 1939 | Jesse James                                             | Frank James                          | Tyrone Power Randolph Scott                             | |
| 1939 | Let Us Live!                                            | Brick Tennant                        |                                                         | |
| 1939 | The Story of Alexander Graham Bell                      | Thomas Watson                        |                                                         | |
| 1939 | Young Mr. Lincoln                                       | Abraham Lincoln                      |                                                         | |
| 1939 | Drums Along the Mohawk                                  | Gilbert Martin                       |                                                         | |
| 1940 | El raïm de la ira (The Grapes of Wrath)                 | Tom Joad                             |                                                         | Nominació − Oscar al millor actor                                                                                         |
| 1940 | Lillian Russell                                         | Alexander Moore                      |                                                         | |
| 1940 | La venjança de Frank James (The Return of Frank James)  | Frank James                          | Gene Tierney                                            | Technicolor |
| 1940 | Chad Hanna                                              | Chad Hanna                           | Dorothy Lamour                                          | |
| 1941 | The Lady Eve                                            | Charles Pike                         | Barbara Stanwyck                                        | Blanc i negre |
| 1941 | Wild Geese Calling                                      | John Murdock                         | Joan Bennett                                            | |
| 1941 | Ets meva (You Belong to Me)                             | Peter Kirk                           | Barbara Stanwyck                                        | |
| 1942 | Rings on Her Fingers                                    | John Wheeler                         | Gene Tierney                                            | Blanc i negre |
| 1942 | The Male Animal                                         | Prof. Tommy Turner                   | Olivia DeHavilland                                      | |
| 1942 | The Magnificent Dope                                    | Thadeus Winship Page                 |                                                         | |
| 1942 | Tales of Manhattan                                      | George                               |                                                         | |
| 1942 | El carrer gran (The Big Street)                         | Augustus "Little Pinks" Pinkerton II | Lucille Ball                                            | |
| 1943 | Immortal Sergeant                                       | Cpl. Colin Spence                    | Maureen O'Hara                                          | |
| 1943 | The Ox-Bow Incident                                     | Gil Carter                           | Dana Andrews                                            | Blanc i negre |
| 1946 | My Darling Clementine                                   | Wyatt Earp                           |                                                         | |
| 1947 | Nit eterna (The Long Night)                             | Joe Adams                            |                                                         | |
| 1947 | El fugitiu (The Fugitive)                               | A Fugitive                           |                                                         | |
| 1947 | Daisy Kenyon                                            | Peter Lapham                         | Dana Andrews                                            | |
| 1948 | On Our Merry Way                                        | Lank                                 | James Stewart                                           | |
| 1948 | Fort Apache                                             | Tinent Coronel Owen Thursday         | John Wayne                                              | |
| 1949 | Jigsaw                                                  | Cambrer del Nightclub                |                                                         | |
| 1951 | Benjy                                                   | Narrador                             |                                                         | |
| 1955 | Escala a Hawaii (Mister Roberts)                        | Tinent Douglas A. Roberts            |                                                         | |
| 1956 | Guerra i pau (War and Peace)                            | Pierre Bezukhov                      |                                                         | |
| 1956 | Fals culpable (The Wrong Man)                           | Manny Balestrero                     |                                                         | |
| 1957 | Dotze homes sense pietat (12 Angry Men)                 | Jurat #8 / Mr. Davis                 | Jack Klugman                                            | BAFTA al millor actor estranger Nominació − Oscar a la millor pel·lícula Nominació − Globus d'Or al millor actor dramàtic |
| 1957 | The Tin Star                                            | Morg Hickman                         |                                                         | |
| 1958 | Stage Struck                                            | Lewis Easton                         |                                                         | |
| 1959 | Warlock                                                 | Clay Blaisedell                      |                                                         | |
| 1959 | The Man Who Understood Women                            | Willie Bauche                        |                                                         | |
| 1959 | The Deputy                                              | Marshal Simon Fry                    |                                                         | |
| 1962 | Tempesta sobre Washington (Advise and Consent)          | Robert A. Leffingwell                | Charles Laughton Don Murray Gene Tierney Walter Pidgeon | Blanc i negre |
| 1962 | The Longest Day                                         | Brig. General Theodore Roosevelt Jr. |                                                         | |
| 1962 | La conquesta de l'Oest (How the West Was Won)           | Jethro Stuart                        |                                                         | |
| 1963 | Febre a la sang (Spencer's Mountain)                    | Clay Spencer                         |                                                         | |
| 1964 | El millor (The Best Man)                                | William Russell                      |                                                         | |
| 1964 | Punt límit (Fail-Safe)                                  | The President                        | Larry Hagman                                            | |
| 1964 | Sex and the Single Girl                                 | Frank Broderick                      |                                                         | |
| 1965 | Els desbravadors (The Rounders)                         | Marion 'Howdy' Lewis                 |                                                         | |
| 1965 | In Harm's Way                                           | Adm. Chester W. Nimitz               |                                                         | |
| 1965 | The Dirty Game                                          | Dimitri Koulov                       |                                                         | |
| 1965 | La batalla de les Ardenes (Battle of the Bulge)         | Tinent Coronel Daniel Kiley          |                                                         | |
| 1966 | El destí també juga                                     | Meredith / Ben Bailey                |                                                         | |
| 1967 | Welcome to Hard Times                                   | Mayor Will Blue                      |                                                         | |
| 1967 | Stranger on the Run                                     | Ben Chamberlain                      |                                                         | |
| 1967 | Firecreek                                               | Bob Larkin                           |                                                         | |
| 1968 | Brigada homicida (Madigan)                              | Comissionat Anthony X. Russell       |                                                         | |
| 1968 | Teus, meus i nostres (Yours, Mine and Ours)             | Frank Beardsley                      | Lucille Ball                                            | |
| 1968 | The Boston Strangler                                    | John S. Bottomly                     |                                                         | |
| 1968 | Fins que li va arribar l'hora (C'era una volta il West) | Frank                                | Charles Bronson Claudia Cardinale Jason Robards         | |
| 1969 | An Impression of John Steinbeck: Writer                 | Narrador                             |                                                         | |
| 1970 | Too Late the Hero                                       | Capt. John G. Nolan                  |                                                         | |
| 1970 | El club social de Cheyenne (The Cheyenne Social Club)   | Harley Sullivan                      |                                                         | |
| 1970 | El dia dels tramposos (There Was a Crooked Man...)      | Woodward Lopeman                     |                                                         | |
| 1971 | Casta invencible (Sometimes a Great Notion)             | Henry Stamper                        |                                                         | |
| 1971 | The Smith Family                                        | Detectiu Sergent Chad Smith          |                                                         | |
| 1973 | The Red Pony                                            | Carl Tiflin                          |                                                         | Nominació − Primetime Emmy al millor actor                                                                                |
| 1973 | Night Flight from Moscow                                | Allan Davies                         |                                                         | |
| 1973 | The Alpha Caper                                         | Mark Forbes                          |                                                         | |
| 1973 | Dimecres de cendra (Ash Wednesday)                      | Mark Sawyer                          |                                                         | |
| 1973 | Il Mio nome è Nessuno                                   | Jack Beauregard                      |                                                         | |
| 1974 | Mussolini: Ultimo atto                                  | Cardinal Schuster                    |                                                         | |
| 1974 | Clarence Darrow                                         | Clarence Darrow                      |                                                         | Nominació − Primetime Emmy al millor actor en programa especial dramàtic o còmic                                          |
| 1976 | Collision Course: Truman vs. MacArthur                  | General Douglas MacArthur            |                                                         | |
| 1976 | Almos' a Man                                            | desconegut                           |                                                         | |
| 1976 | Midway                                                  | Adm. Chester W. Nimitz               | Robert Mitchum Charlton Heston                          | |
| 1976 | Captains and the Kings                                  | Sen. Enfield Bassett                 |                                                         | |
| 1977 | Tentacles                                               | Mr. Whitehead                        |                                                         | |
| 1977 | Rollercoaster                                           | Simon Davenport                      |                                                         | |
| 1977 | The Last of the Cowboys                                 | Elegant John                         |                                                         | |
| 1978 | Il Grande attacco                                       | General Foster                       |                                                         | |
| 1978 | Home to Stay                                            | Avi George                           |                                                         | |
| 1978 | Fedora                                                  | President of the Academy             |                                                         | |
| 1978 | L'eixam (The Swarm)                                     | Dr. Walter Krim                      |                                                         | |
| 1978 | A Special Sesame Street Christmas                       | Convidat                             |                                                         | |
| 1979 | Roots: The Next Generations                             | Coronel Frederick Warner             |                                                         | |
| 1979 | City on Fire                                            | Chief Albert Risley                  |                                                         | |
| 1979 | Wanda Nevada                                            | Old Prospector                       |                                                         | |
| 1979 | Meteor                                                  | The President                        |                                                         | |
| 1980 | The Jilting of Granny Weatherall                        | Narrador                             |                                                         | |
| 1980 | The Oldest Living Graduate                              | Coronel J.C. Kincaid                 |                                                         | |
| 1980 | Gideon's Trumpet                                        | Clarence Earl Gideon                 |                                                         | |
| 1981 | On Golden Pond                                          | Norman Thayer Jr.                    | Katharine Hepburn                                       | Oscar al millor actor Globus d'Or al millor actor dramàtic Nominació − BAFTA al millor actor estranger                    |
| 1981 | Summer Solstice                                         | Joshua Turner                        |                                                         | |